# Chersodromia nigripyga
Chersodromia nigripyga är en tvåvingeart som beskrevs av Patrick Grootaert 1992. Chersodromia nigripyga ingår i släktet Chersodromia och familjen puckeldansflugor. Inga underarter finns listade i Catalogue of Life.